# 斯托尼福德 (加利福尼亞州)
斯托尼福德（英語：Stonyford）是位於美國加利福尼亞州科盧薩縣的一個人口普查指定地區。

## 地理
斯托尼福德的座標為39°22′31″N 122°32′39″W / 39.37528°N 122.54417°W，而該地最高點為海拔高度361米（即1184英尺）。

## 人口
根據2010年美國人口普查的數據，斯托尼福德的面積為7.504平方千米，當中陸地面積為7.504平方千米，而水域面積為0.000平方千米。當地共有人口149人，而人口密度為每平方千米19人。